# Adolfo Gregoretti
Adolfo Gregoretti (Carrara, 25 febbraio 1915 – Mar Mediterraneo, 24 marzo 1943) è stato un marinaio e militare italiano.
Tenente di vascello della Regia Marina, ha combattuto durante la seconda guerra mondiale dove fu decorato con la medaglia d'oro al valor militare alla memoria.

## Biografia
Nacque a Carrara (Massa Carrara) il 25 febbraio 1915, figlio di Giuseppe e Lea Lazzoni. A partire dal 1932 entrò come allievo presso l'Accademia navale di Livorno, da cui uscì nel gennaio 1936 con il grado di guardiamarina.  Nel 1937 fu promosso Sottotenente di vascello, e dopo un lungo periodo di imbarco, dapprima su incrociatore e poi sulle siluranti di superficie, frequentò a Livorno il Corso per Direttore del Tiro.
Prestò servizio sull'incrociatore pesante Fiume, imbarcandosi poi su quello leggero di Giussano. Dopo l'affondamento del da Giussano, avvenuto il 12 dicembre 1941, nel corso del quale fu decorato ”sul campo” con la Medaglia di bronzo al valor militare,, fu trasferito sulla nave da battaglia Roma con l'incarico di Direttore del Tiro delle armi di piccolo calibro, venendo poi promosso Tenente di vascello. Il 19 dicembre 1942 si imbarcò sul cacciatorpediniere Malocello, a bordo del quale salpò da Pozzuoli la sera del 23 marzo 1943 insieme al Camicia Nera ed al Pancaldo per trasportare a Tunisi dei reparti di militari tedeschi. Alle ore 24.00 le tre unità furono raggiunte dal cacciatorpediniere Ascari che assunse il comando della formazione. 
Alle ore 07.30 del giorno successivo il cacciatorpediniere Malocello urtò contro una mina nemica che esplose al centro della nave, spezzandola in due tronconi. Durante i momenti seguenti all'esplosione egli si prodigò nei locali allagati ed invasi dal vapore, portando in salvo il personale ferito, dedicatosi poi alla distruzione dei documenti e delle carte nautiche. Dopo aver passato la propria cintura di salvataggio a un marinaio che ne era privo, affondò insieme alla nave. Fu decorato con la Medaglia d'oro al valor militare alla memoria. La città di Roma gli ha intitolato una via.

### Esplicative
1. ↑  Adolfo Gregoretti si era prodigato per disciplinare il salvataggio del personale, arrivando anche a gettarsi in mare dalla zattera su cui si trovava per soccorrere i naufraghi più in difficoltà.
2. ↑  Fu lui a presentare domanda per poter ritornare a combattere.

### Bibliografiche
1. 1 2  Marina Militare
2. ↑  Hogg, Wiper 2004, p. 24.
3. 1 2 3 4  Rocca 1987, pp. 276-277.
4. 1 2 3  Il Nastro Azzurro n.4, luglio-agosto 2010, p. 44.

### Periodici
- Cronache dalle Federazioni, in Il Nastro Azzurro, n. 4, Roma, Istituto del Nastro Azzurro, luglio-agosto 2010,  p. 44.